# Европейское посольство Сефевидов

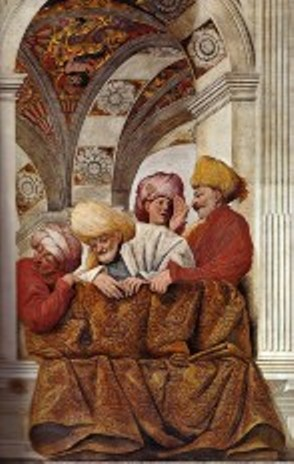
Посольство Сефевидов в Европе (1609–1615) в гостях у Папы Павла V в Палаццо дель Квиринале. Картина написана Сала деи Корацциери.

Европейское посольство Сефевидов (1609–1615) —  относится к посольству, отправленному в Европу в 1609 году шахом Сефевидов Аббас I. Целью отправки дипломатической делегации было заручиться поддержкой европейских государств против Османской империи. Делегацию возглавил англичанин Роберт Ширли.

## Предыстория
Империя Сефевидов уже почти столетие находилась в состоянии войны с Османской империей, поэтому они решили попытаться заручиться поддержкой Европы против Османской империи. Помимо территориальной вражды между Османской и Сефевидской империями существовала религиозная вражда. Таким образом, если империя Сефевидов выступала в роли защитников шиизма, то Османская империя также выступала в роли защитников суннизма. Сефевиды намеревались сбалансировать франко-османское сближение, особенно заручившись поддержкой католической Европы (Габсбургов, Италии и Испании). В то время империя Сефевидов находилась в состоянии войны с Османской империей. Эта война продолжалась в 1603-1618 гг.

## Посольство

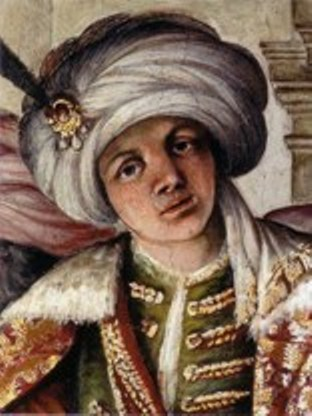
Портрет Роберта Ширли в гостях у Папы Павла V в Палаццо дель Квиринале работы Сала деи Корацциери.

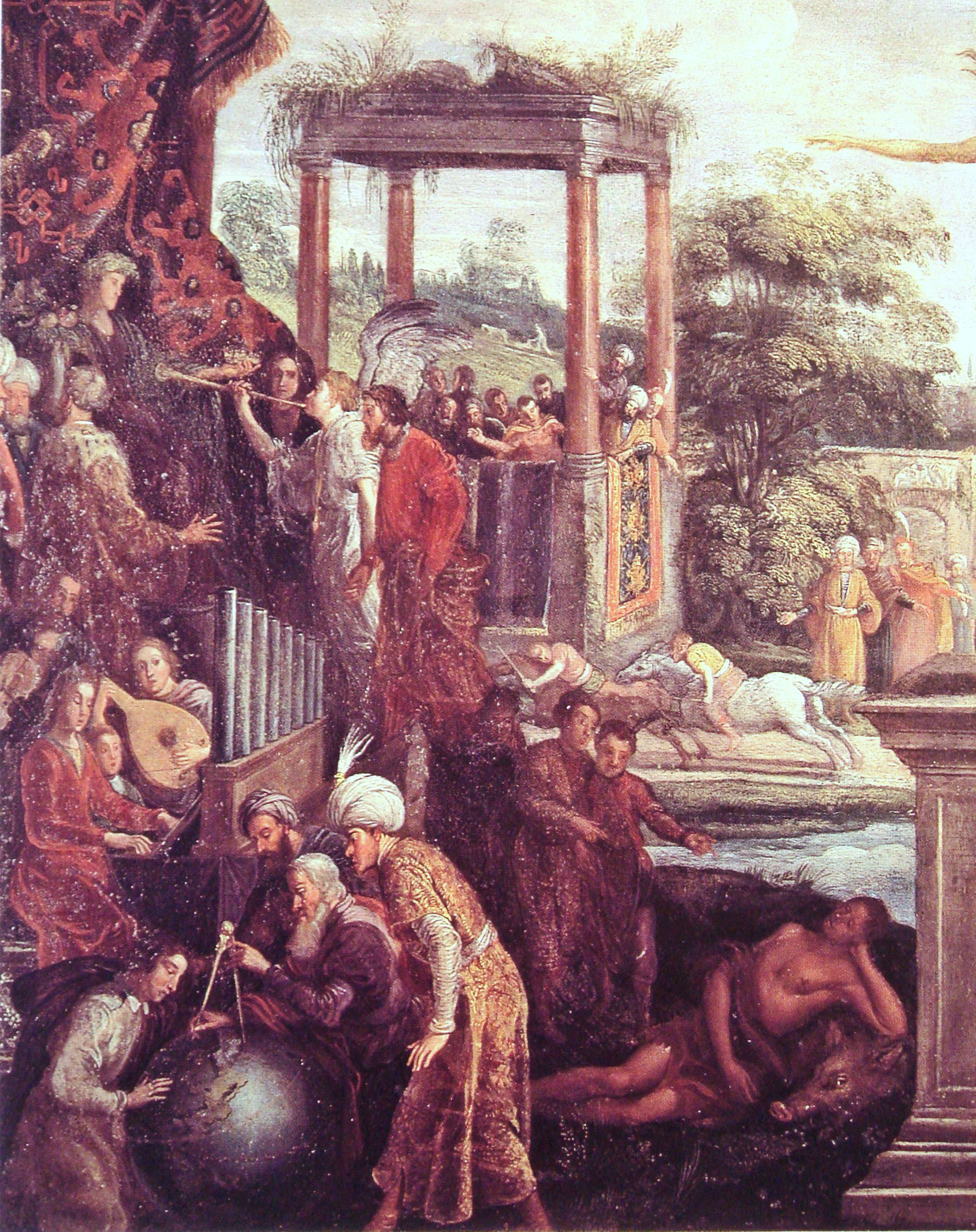
Произведение Франц Франкер Младшего. На картине изображена посольство, отправленное шахом Аббасом в Европу. (оригинальное названиеAllégorie de l’Occasion)

После того, как делегация побывала в Кракове, Праге, Флоренции, Риме, Мадриде, Лондоне, они вернулись в империю Сефевидов через империю Великих Моголов. Роберта Ширли очень хорошо приняли в этих странах, находившихся в постоянном конфликте с Османской империей. После приема в его честь в Кракове он был посвящен в рыцари в Праге. Кроме того, он был провозглашен графом Палатином в 1609 году императором Священной Римской империи Рудольфом II. После этого коллектив продолжил свою деятельность и отправился во Флоренцию, Милан и Рим. После того, как они были приняты Папой Павлом V в Риме, они отправились в Испанию.
В 1611 году Ширли добрался до Англии, но Левантийская компания организовала против него сопротивление. Потому что у этой компании были большие интересы у османов.
После этого Ширли пересек по морю мыс Доброй Надежды и высадился в Индии. Было совершено покушение португальцами на Ширли, высадившегося в месте слияния реки Инд с океаном, но Ширли, которому удалось выжить, смог в 1615 году вместе с женой добраться до Исфахана. Все члены его посольства были отравлены и убиты по дороге.

## Итог

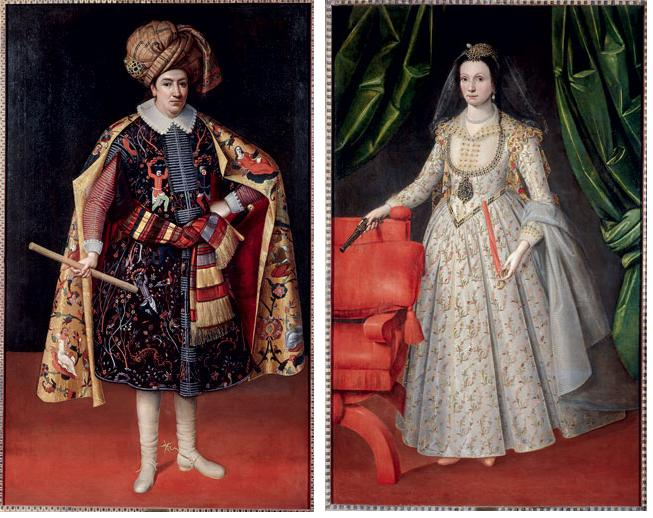
Роберт Ширли и его жена-черкешенка Тереза Сампсония в 1624-1627 гг. Помимо своей дипломатической деятельности, Роберт Ширли также участвовал в модернизации кызылбашской армии.

В 1616 году между Ост-Индской компанией и шахом Аббасом было подписано торговое соглашение. После этого, в 1622 г., объединённые силы англичан и сефеви изгнали португальцев и испанцев из Персидского залива. Это стало возможным после захвата Ормуза.
Захват Ормуза создал для Ост-Индской компании благоприятные условия для развития торговли с Сефевидами. Британцы обменивали готовую одежду и другие изделия на шелк. Но некоторые трудности все же остались. Английский авантюрист Роберт Ширли также интересовался развитием этих торговых отношений.